# بخش قلعه تل
بخش قلعه تل، یکی از بخش‌های شهرستان باغملک در استان خوزستان ایران است. مرکز این بخش، شهر قلعه تل است.

## مردم
مردم این بخش از ایل بختیاری هستند و به زبان لری سخن می‌گویند.

## تقسیمات کشوری
- بخش قلعه تل
  - دهستان قلعه تل
  - دهستان بارانگرد

شهر: قلعه تل

## جمعیت
بر پایه سرشماری عمومی نفوس و مسکن در سال ۱۳۹۵، جمعیت بخش قلعه تل برابر با ۱۸٬۲۸۰ نفر است.